# 李玫 (唐朝)
李玫，晚唐文人、基层官员。唐文宗大和年间人。著有志怪小说《纂异记》。

## 履历
大和元年，李玫在龙门天竺寺学习。五年，受舒元舆赏识，恩情甚重。甘露之变爆发，李玫时任歙州巡官，受牵连。再应举，不第。此后事迹不详。其悼念舒元舆等人的：“六合茫茫皆汉土，此身无处哭田横。”在当时引起了反响。其事迹鲜少有记载，散见于康軿《剧谈录》、钱易《南部新书》、《新唐书·艺文志》等处。